# Institut Eijkman de biologie moléculaire

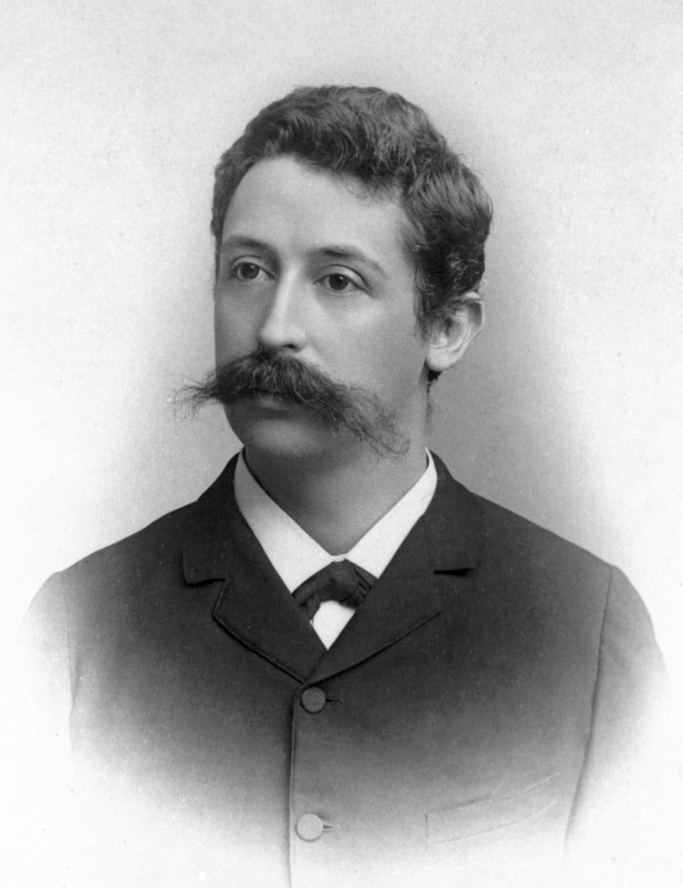
Christiaan Eijkman

 (janvier 2012).
Si vous disposez d'ouvrages ou d'articles de référence ou si vous connaissez des sites web de qualité traitant du thème abordé ici, merci de compléter l'article en donnant les références utiles à sa vérifiabilité et en les liant à la section « Notes et références ».
L'Institut Eijkman de biologie moléculaire est un institut de recherche à but non lucratif financé par le gouvernement indonésien. L'institut mène des travaux de recherches de base en biologie moléculaire médicale et en biotechnologie. Ses locaux, situés dans le centre de Jakarta, sont ceux de l'ancien Eijkman Instituut fondé à l'époque coloniale, et fermé dans les années 1960 à cause d'un manque de fonds.
L'institut a été fondé en 1888 par le gouvernement colonial des Indes néerlandaises comme laboratoire de recherche en pathologie et bactériologie. Il porte le nom de son premier directeur, Christiaan Eijkman, un médecin hollandais dont les travaux sur le béri-béri menèrent à la découverte de la première vitamine, la vitamine B1. Ses travaux valent à Eijkman le prix Nobel en 1929. Le laboratoire est alors rebaptisé "Laboratoire central médical". Lors de son cinquantenaire en 1938, il est renommé Eijkman Instituut.